# Шейн, Рокко Роберт
Рокко Роберт Шейн (эст. Rocco Robert Shein; 14 июля 2003, Таллин) — эстонский футболист, полузащитник норвежского клуба «Фредрикстад» и сборной Эстонии.

## Биография
Воспитанник футбольной школы таллинского «Калева». В 2017 году перешёл в академию столичной «Флоры», а с 2018 года начал выступать на взрослом уровне за младшие команды «Флоры» в низших лигах чемпионата Эстонии. В основном составе «Флоры» дебютировал в высшем дивизионе 22 ноября 2020 года в матче против «Нымме Калью», заменив на 75-й минуте Маркуса Поома. В первом сезоне эта игра осталась для него единственной, а в 2021 году футболист сыграл 11 матчей в чемпионате. Вместе с «Флорой» стал чемпионом Эстонии 2020 года, серебряным призёром в 2021 году, обладателем Кубка и Суперкубка Эстонии 2021 года. В августе 2021 года сыграл свой первый матч в еврокубках.
В начале 2022 года был отдан в аренду в нидерландский «Утрехт». В первое время играл за резервную команду в первом дивизионе, а 29 апреля 2022 года дебютировал в высшем дивизионе в матче против НЕК. По окончании сезона «Утрехт» воспользовался пунктом контракта, позволяющим выкупить игрока, и подписал контракт с ним до 2025 года.
Выступал за юниорские и молодёжные сборные Эстонии. 13 июня 2022 года дебютировал в национальной сборной Эстонии в матче против Албании, заменив на 82-й минуте Маркуса Поома.

## Личная жизнь
Отец Рокко Роберта в прошлом баскетболист, а дядя и дед по линии матери — Тоомас и Вахур Проовель — профессиональные борцы.